# Sangalopsis lemoulti
Sangalopsis lemoulti är en fjärilsart som beskrevs av Debauche 1937. Sangalopsis lemoulti ingår i släktet Sangalopsis och familjen mätare. Inga underarter finns listade.